# BABEL (ゲーム)
『BABEL』（バベル）は、日本テレネットより発売されたPCエンジン用ゲームソフト、およびその作品中に登場する架空の世界の名称である。

## 概要
1992年3月27日にPCエンジンSUPER CD-ROM²用として発売されたロールプレイングゲーム。この時期のPCエンジン用ゲームの例に漏れず、ボイス付きのアニメーションシーンが多用されているほか、銃や手榴弾のような近代兵器が多数登場するなど、ファンタジー色を廃しているのが特徴である。
また経験値の概念がなく、イベントを経るたびにレベルが上がって成長するシステムになっている。

## ゲーム内容

### アイテム
店や移動中のメニューでは、アイテムの説明を見ることもできる。装備して戦闘中に使えるアイテムは、説明時にグラフィックが表示される。
セルクリーム
チューブ入りのクリーム状傷薬。味方一人のHPを回復できる。
携帯食
味方全員のHPとPOWを回復できるアイテム。装備できないので戦闘中は使えない。
肉
携帯食の上位版。「山鳥」や「陸ゴカイ」などの動物系の敵を倒すとよく落としていく。これも戦闘中には使えない。
モルヒネアンプル
ヒールアンプル
注射式の鎮痛剤。味方一人を戦闘不能（HP0の状態）から回復させる。「ヒールアンプル」はHPが完全回復する。
カートリッジ
カートボックス
銃には弾数制限があり0になると使えなくなるが、これらを使うと銃の弾が最大まで補給される。「カートリッジ」は2回、「カートボックス」は10回使える。
金塊
ICパーツ
チタン合板
換金用アイテム。店で高値で引き取ってくれる。

## 登場キャラクター
ゼル
- 声 - 矢尾一樹

アリサ
- 声 - 篠原恵美

セフィア
- 声 - 久川綾

マティウ
- 声 - 島本須美

ヘンケル
- 声 - 銀河万丈

メリル
- 声 - 島本須美

ジェリコ
- 声 - 塩沢兼人

バハル
- 声 - 千葉繁

ヘス
- 声 - 柏倉つとむ（現・カシワクラツトム）

アネリー
ウィート
- 声 - 久川綾

タキテス
- 声 - 置鮎龍太郎

ミラルヴァ
- 声 - 塩沢兼人

デュノクレス教皇
- 声 - 銀河万丈

パオロ親王
- 声 - 岸野幸正

ロウ

## スタッフ
- ビジュアルパート
  - 原作：菅沼恭司
  - 脚本：菅沼恭司
  - キャラクター・デザイン：第四舞台
  - 絵コンテ・原画：第四舞台、弥神憧
  - デザイン・ディレクト：小林賢次
  - デザイン・ワーク：大塚康之、山崎裕康、小泉和弘、大印健生、秋谷浩市、小林賢次
  - プログラム：木村こう姫
  - おたすけマン：JUNPEH
- ゲームパート
  - ゲーム・デザイン：菅沼恭司、らら千代、三橋幸雄、西田晴幸、国府方政男、高橋孝行
  - スプライト・ワーク：迫田充人、大印健人
  - ビジュアル・バトル・ワーク：大塚康之、大印健生、山崎裕康、小泉和弘、秋谷浩市、誠太熊太郎、小林賢次
  - BGワーク：岩崎克則、梅ヶ迫貴士、誠太熊太郎、金護寺小夜子
  - プログラム：清水昭博、中村光雄
  - イベント・プログラム：川出陽一
  - 音楽：井上久夫、村上慎吾、大坪弘人
  - 宣伝広報：斎藤方志、大学麻子、AKO、MAKO、大沢誠史、清水智子
  - マーケティング：五島賢次、大網新吾、松本秀明、松沢哲次、小松一
  - マニュアル：IKE2、木村茂、天野哲也、小井詰昌之
  - 協力：タクトスタジオ、（株）ヴァンクル
  - ディレクター：中村光雄
  - プロデューサー：羽成正己
  - スペシャル・サンクス：HUDSON、NEC HE、福島和行

## 評価
ゲーム誌『ファミコン通信』の「クロスレビュー」では合計22点（満40点）、『月刊PCエンジン』では85・75・80・80・80の平均80点（満100点）、『マル勝PCエンジン』では5・6・7・4の合計22点（満40点）、『PC Engine FAN』の読者投票による「ゲーム通信簿」での評価は以下の通りとなっており、22.21点（満30点）となっている。また、この得点はPCエンジン全ソフトの中で153位（485本中、1993年時点）となっている。
| 項目 | キャラクタ | 音楽 | 操作性 | 熱中度 | お買得度 | オリジナリティ | 総合  |
| 得点 | 4.17       | 3.52 | 3.61   | 3.48   | 3.52     | 3.91           | 22.21 |